# Sanam Marvi
Sanam Marvi (urdu: صنم ماروی) (Hyderabad, 17 de abril de 1986) é uma cantora de folk e sufi paquistanesa. Ela canta nas línguas sindi, punjabi e balochi.

## Biografia
Sanam Marvi teve uma infância de dificuldades. Ela é de uma família Sindi. Seu pai, Gulsher Tewino, também era um cantor folk sindi. Marvi começou a treinar com 7 anos. Seu treinamento inicial de música clássica, por 2 anos, foi de Madame Aabida Parveen, Sindh, na tradição Gwalior gharana. Ela diz que também aprendeu muito com a cantora popular Abida Parveen.
Sanam Marvi estreou, em 2009, no Virsa Heritage, um programa de música no canal Pakistan Television Corporation hospedado por Yousuf Salahuddin. Ela diz, carinhosamente, que ele é  "como um baba para ela" (uma figura paterna) por lhe dar uma grande chance na indústria paquistanesa do entretenimento. Mais tarde, ela se apresentou no Coke Studio, no Paquistão - uma série de televisão paquistanesa com apresentações de música ao vivo.
Marvi realiza shows sufi em todo o mundo. Ela é considerada uma das 3 melhores artistas dos gêneros sufi, ghazal e folk. Os outros 2 são Abida Parveen e Tina Sani. Ela estreou em solo  indiano com uma performance no Jahan-e-Khusrau de 2010, o festival de música sufi organizado pelo famoso produtor de cinema Muzaffar Ali, do filme Umrao Jaan, de 1981. Em fevereiro de 2011, ela se apresentou com a cantora indiana Rekha Bhardwaj no evento Aman ki Asha do Times of India no Chowmahalla Palace, Hyderabad, Índia.
Marvi fez sua estréia em concertos ao vivo em 2012, com apresentações realizadas em Londres, Paris, Nova Iorque - cantando ao lado de Hadiqa Kiyani e Ali Zafar.
Sanam Marvi considera que as letras escritas pelos poetas sufis têm um apelo universal e atemporal entre o público e que as pessoas encontram conforto nessas palavras.
Recentemente, ela continuou o legado do gênero folk e cantou Hairaan Hua da plataforma do Coke Studio.